# Comité Paralímpico Nacional de Ghana
El Comité Paralímpico Nacional de Ghana es el comité paralímpico nacional que representa a Ghana. Esta organización es la responsable de las actividades deportivas paralímpicas en el país. Es miembro del Comité Paralímpico Internacional y del Comité Paralímpico Africano.